# Canzio Pizzoni
Don Canzio Pizzoni (Narni, 21 marzo 1885 – Perugia, 21 dicembre 1969) è stato un presbitero cattolico, insegnante e teologo italiano, impegnato sul fronte del modernismo teologico.

## Biografia
Terzo di cinque tra fratelli e sorelle (Giuseppe, Pietro - anch'egli presbitero - Irene e Maria) entrò nel seminario di Perugia nel 1897 e venne ordinato sacerdote il 27 ottobre 1907 dal vescovo Dario Mattei Gentili. Insieme a don Luigi Piastrelli, don Umberto Fracassini e altri sacerdoti promosse un convegno semiclandestino a Molveno nel 1907 per il rinnovamento della Chiesa cattolica e della vita sacerdotale: erano le prime mosse del movimento modernista che attirò le ire di Roma, sotto il pontificato di papa Pio X con l'enciclica Pascendi Dominici Gregis. Il pontefice fece chiudere il seminario di Perugia e disperse gli insegnanti nelle parrocchie del contado. Don Pizzoni fu mandato nella chiesa di Piscille, ove rimase come parroco per circa venti anni; anche il quotidiano cattolico "Il Paese" fu soppresso. In seguito, Pizzoni fu parroco di S. Biagio e S. Savino, di S. Michele Arcangelo, delegato regionale per l'insegnamento religioso nelle scuole umbre, direttore dell'ufficio catechistico diocesano, collaboratore dell'arcivescovo Giovanni Battista Rosa. Molte delle idee moderniste furono poi riprese e ampliate nel Concilio Vaticano II e la stessa figura di Pizzoni (che nel 1957 fu nominato monsignore) fu ampiamente rivalutata e rivalorizzata ed è attualmente al centro di studi: il suo archivio privato è conservato in parte presso l'Archivio di Stato di Perugia ed in parte presso la Biblioteca Augusta del Comune di Perugia accanto al suo fondo librario, acquisito nel 1970.

## Pubblicazioni
- La Biblioteca dominicini, Perugia, Tip. G. Donnini, 1955.
- La mia Messa: 1907-1957, Perugia, Grafica, 1957.
- Nel solco del ministero, Perugia, Tip. Commerciale, 1924.
- Portio mea in aeternum: preghiere, Perugia, Tip. Commerciale, 1928.
- Dio con noi, Verona, Tip. Valdonega, 1961.
- Il cardinale Desiderato Giuseppe Mercier: commemorazione tenuta il 15 aprile 1926 a cura del Ramo Cultura dell'U.F.C.I. di Perugia nella sala dell'Arcipretura alla presenza di S.E. Ill.ma e Rev.ma Mons. Giovanni Battista Rosa, Arcivescovo di Perugia, Perugia, Squartini, 1927.
- In Cristo e nella Chiesa, Perugia, Grafica, 1964.
- Saggi di vita e di cultura religiosa, Perugia, Donnini, 1949.
- Spunti di dottrina sociale della Chiesa: agli adulti della regione umbra per l'anno 1952, Perugia, S.T.I.P., 1952.
- Breve commento al programma d'insegnamento religioso nelle Scuole elementari, Perugia, Tip. G. Squartini, 1925.
- Vangelo, Chiesa, civiltà nel pensiero di mons. Umberto Fracassini, Perugia, Grafica di Salvi e C., 1963.
- Saggi di vita e di cultura religiosa, Perugia, Donnini, 1949.